# Рибно (гміна, Сохачевський повіт)
Гміна Рибно (пол. Gmina Rybno) — сільська гміна у центральній Польщі. Належить до Сохачевського повіту Мазовецького воєводства.
Станом на 31 грудня 2011 у гміні проживало 3466 осіб.

## Площа
Згідно з даними за 2007 рік площа гміни становила 72.84 км², у тому числі:
- орні землі: 90.00%
- ліси: 5.00%

Таким чином, площа гміни становить 9.96% площі повіту.

## Населення
Станом на 31 грудня 2011:
| Опис     | Загалом | Загалом | Чоловіки | Чоловіки | Жінки | Жінки |
| -------- | ------- | ------- | -------- | -------- | ----- | ----- |
| одиниця  | осіб    | %       | осіб     | %        | осіб  | %     |
| все      | 3466    | 100     | 1707     | 49.25    | 1759  | 50.75 |
| міське   | 0       | 100     | 0        |          | 0     |       |
| сільське | 3466    | 100     | 1707     | 49.25    | 1759  | 50.75 |

## Сусідні гміни
Гміна Рибно межує з такими гмінами: Ілув, Коцежев-Полудньови, Млодзешин, Нова-Суха, Сохачев.